# 鋼琴 ～紅樓館的奴隸們～
《鋼琴 ～紅樓館的奴隸們～》是由高屋敷開發（高屋敷開発）於2006年8月11日發售的戀愛冒險類型成人遊戲。遊戲發售後由於故事出現數個名稱與《紅樓夢》相同，在中國大陸引發反彈爭議。

## 故事
高城匠在雙親因車禍過世後與義妹美羽一起從日本來到香港，住進叔父高城武實的豪宅「紅樓館」。但是叔父對匠說出匠的父親是有名調教師，希望擁有血脈的匠繼承父親職務成為調教師，否則將會斷絕援助。

## 角色
高城匠
本作的男主角，過去與父親高城邦彦住在紅樓館，邦彦與涼子再婚後一家人便搬到日本。
高城美羽（聲優：安堂りゅう）
匠的義妹，涼子的女兒，喜歡哥哥是極端的兄控，有強烈的佔有慾。
林紅玉（聲優：KOHIRO）
叔父的助手，香港人，負責管理紅樓館的財務，過去是名孤兒而被邦彦收養，邦彦最後調教的女性。
林黛玉（聲優：青川ナガレ）
紅樓館的女僕。母親是妓女與外國人相戀，但是男方得知母親懷孕時就拋棄母女逃走了。母親病逝後黛玉被送到孤兒院，後來被紅玉看中而帶回紅樓館並取名現在的名字。
李香蘭（聲優：寧々）
當地名家的大小姐，家人為了讓她成為政治聯姻的道具而被送到紅樓館訓練。
エリザベス・プランタジネット（聲優：かわしまりの）
企業家的大小姐，英國人，因為父親所經營公司缺乏資金而被賣到紅樓館。與香蘭是國際學校的學生，將香蘭視為競爭對手。

## 影響
由於遊戲是18禁成人遊戲並且出現「紅樓」、「林黛玉」等關鍵字，被中國大陸的網民認為是惡搞《紅樓夢》而引發的反彈聲浪並且被當地媒體關注，而在日本則成為店家的發售宣傳。實際上遊戲的故事與紅樓夢無關，臺灣和香港的網友對此事件則有不同看法。

## 外部連結
- 官方網站（日語）